# Deutsches Reichshuhn
Deutsche Reichshühner sind eine Haushuhnrasse.

## Herkunft und Merkmale
Der Rassestandard wurde im 19. Jahrhundert entwickelt, als man leistungsfähigere Rassen züchten wollte. Es wurden zur Erzüchtung des Deutschen Reichshuhns keine einheimischen Landhuhnschläge verwendet, sondern im Wesentlichen Rassen aus dem asiatischen Rassenkreis wie die Sussex, Brahma und Orpington, aber auch Mittelmeerrassen wie Minorka und Italiener. 
Deutsche Reichshühner haben eine rechteckige Körperform. Die Läufe sind ungefiedert. Die Rasse wird heute in verschiedenen Farbschlägen gezüchtet.

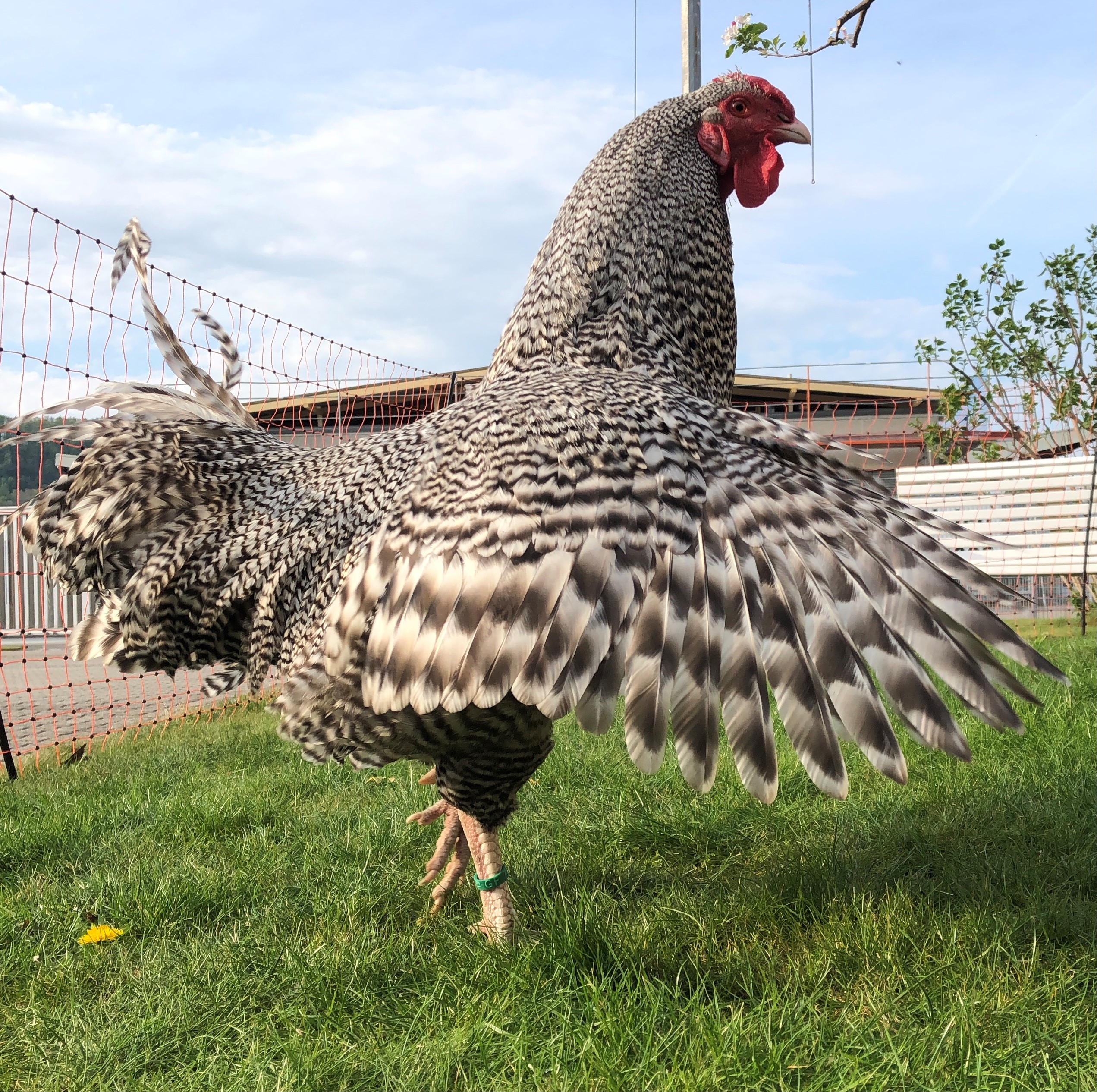
Deutsches Reichshuhn

Deutsche Reichshühner zeichnen sich durch eine gute Lege- und Mastleistung aus. Sie gelten daher als Zweinutzungsrasse. Von ihrem Wesen her gelten sie als zutraulich. Da sie als sehr robuste Rasse gelten, eignen sie sich für eine Freilandhaltung.

## Bestand und Gefährdung
Das Deutsche Reichshuhn ist selten und gilt als gefährdete Haustierrasse. Der BDRG sowie die GEH haben die Rasse in der Roten Liste der gefährdeten Nutztierrassen 2019 in die Gefährdungsklasse II (stark gefährdet) eingestuft. Demnach gab es 2016 in Deutschland nur noch 181 Hähne und 844 Hennen.
Es existiert als Deutsches Zwerg-Reichshuhn auch in der Zwergform.